# ميزانية المملكة المتحدة لعام 2020
ميزانية المملكة المتحدة لعام 2020 والمعروفة رسميًا باسم ميزانية 2020: الوفاء بوعودنا للشعب البريطاني كانت ميزانية قدمها ريشي سوناك وزير الخزانة إلى مجلس العموم يوم الأربعاء 11 مارس 2020. كانت هذه أول ميزانية يقدمها سوناك، والأولى منذ انسحاب المملكة المتحدة من الاتحاد الأوروبي والأولى منذ تولي بوريس جونسون منصب رئيس الوزراء والأولى التي تُعقد في الربيع منذ مارس/آذار 2017.
كان مقرراً أن تتبع هذه الميزانية، ميزانية أخرى في الخريف، ولكن في سبتمبر 2020 أعلنت وزارة الخزانة أن الميزانية سيتم إلغاؤها بسبب جائحة كوفيد-19 ، مشيرة إلى أن "ليس الوقت المناسب لوضع خطط طويلة الأجل - يريد الناس رؤيتنا نركز على الحاضر".  وبدلا من ذلك، قدم المستشار بيانات إضافية في الصيف والخريف.